# وسام فلورانس نايتنجيل
وسام فلورانس نايتنجيل هو وسام يُمنح للمُتميزين في مجال التمريض والذين أظهروا شجاعتهم وولائهم في التعامل بالرحمة والشجاعة والقوة مع الأزمات وسبب التسمية على اسم رائدة التمريض فلورانس نايتنجيل وكانت تُسمي «السيدة حاملة المُصباح» نظراًَ لتميزها وشًهرتها تم تسمية هذه الجائزة على اسمها تكريم لكل استثنائي ومُتميز في مجال التمريض والذي أظهر رحمته وتميزه.

## تاريخ الجائزة

### سبب منح الجائزة
- في المؤتمر الدولي الثامن لجمعيات الصليب الأحمر في لندن عام 1907، قرر المندوبون المجتمعون إنشاء ميدالية العندليب الدولية التذكارية لمنحها للمتميزين في مجال التمريض. بعد ذلك، وضعت اللجنة الدولية للصليب الأحمر ميدالية فلورانس نايتنجيل في عام 1912 علي إنه أعلى تمييز دولي يمكن للممرضة تحقيقه ويمنح للممرضات أو المساعدين الممرضين «لشجاعتهم الاستثنائية وتفانيهم تجاه الجرحى أو المرضى أو المعوقين أو الضحايا المدنيين في نزاع أو كارثة» أو «خدمات نموذجية أو مبدع ورائد الروح في مجالات الصحة العامة أو تعليم التمريض». [بحاجة لمصدر]
- أُعد في البداية ليتم منحه لستة ممرضات سنويًا، على الرغم من أن أول 42 جائزة تم تقديمها فقط في عام 1920 بسبب اضطراب الحرب العالمية الأولى. وكان من بين المستفيدين الأوائل ست ممرضات أمريكيات: فلورنس ميريام جونسون، وهيلين سكوت هاي، وليندا ك. ميرز، ومارثا إم راسل، وماري إي جلادوين، وألما إي فويرستر. كانت إيدا ف. بتلر هي الحاصلة على الجائزة الأمريكية الخامسة عشرة.[1]
- كانت الميدالية مقتصرة على الممرضات حتى تغيرت اللوائح في عام 1991. وبموجب اللوائح الجديدة، فهي مفتوحة لكل من النساء والرجال وتمنح كل عامين لعدد أقصى يبلغ خمسين متلقيًا في جميع أنحاء العالم.

### شكل الوسام
- تتكون الميدالية على شكل مُزخرف دائري من الذهب والفضة المذهبة وتحمل صورة فلورنس نايتنجيل محاطة بعبارة«ذكرى إعلان فلورنس نايتنجيل 1820 –1910».
- حدث تغيير ثم نُقش اسم المستلم وتاريخ الجائزة، محاطين بنقش باللغة اللاتينية"Pro vera misericordia et cara humanitate perennis décor universalis" بمعني

(«الرحمة والإنسانية الحقيقية والمحبة - هو شئ مطلوب ودائم عالمياً»).
والميدالية مُلحقة بشريط أبيض وأحمر بإبزيم عليه صليب مطلي بالمينا أحمر مُحاط بأكليل من الغار الأخضر.
- يُمنح الحاصلون أيضًا على دبلوم شهادة جامعية من الجائزة، واعتبارًا من عام 1927، تم أصدار نسخة مصغرة من الميدالية يمكن ارتداؤها بسهولة أكبر. عادة ما يتم تقديم الميدالية والشهادة من قبل رئيس الدولة في حفل يقام في بلدهم، وهو أمر مطلوب أن يكون له «طابع رسمي، تماشياً مع رغبات المؤسسين» للأعتلاء بروعة الجائزة وتقديرها وأيضاً تقدير الفائزين بها.

## فهرس منح الجائزة من من العام 2007 الي العام 2021
1. في عام 2007، تم منح المجموعة 41 من الميداليات إلى 35 مستلمًا من 18 دولة.
2. في عام 2009، مُنحت المجموعة 42 من الميداليات لـ 28 مستلمًا من 15 دولة، بما في ذلك واحدة لأول مرة لممرضة في أفغانستان، وهي الأخت أنيسة[2]
3. في عام 2011، مُنحت المجموعة 43 من الميداليات لـ 39 مستلمًا من 19 دولة، بما في ذلك واحدة من نيوزيلندا ولأول مرة لممرضتين كينيتين، وكذلك الفائزة الأولى من جمهورية إفريقيا الوسطى - سيلفي نغواداكبا.[3]
4. في عام 2013، مُنحت المجموعة 44 من الميداليات إلى 32 مستلمًا من 16 دولة، بما في ذلك واحدة بعد وفاته إلى خليل ديل إم بي إي، مندوب من الصليب الأحمر البريطاني.
5. في عام 2015، مُنحت المجموعة 45 من الميداليات إلى 36 متلقيًا من 18 دولة، بما في ذلك واحدة بعد وفاتها لممرضة سيراليونية كانت تعمل في مركز لعلاج الإيبولا.
6. في عام 2017، مُنحت المجموعة 46 من الميداليات إلى 39 مستلمًا من 22 دولة، بما في ذلك واحدة للأدميرال سيلفيا ترينت آدامز، القائمة بأعمال الجراحة العامة للولايات المتحدة. كانت روزلين نوجبا بالاه أول ليبيرية تحصل على الميدالية، وذلك بسبب عملها في مكافحة وباء الإيبولا.
7. في عام 2019، مُنحت المجموعة 48 من الميداليات لـ 29 ممرضة من 19 دولة، بما في ذلك واحدة للكابتن فيليسيتي جابس، ممرضة الصليب الأحمر النيوزيلندي.[4]
8. في عام 2021، مُنحت المجموعة 49 من الميداليات لـ 25 ممرضة من 18 دولة، بما في ذلك اثنتان بعد وفاتها إلى برناديت جليسون، ممرضة أسترالية وأراستا باخيشوفا، ممرضة أذربيجانية.[5]

## مقالات ذات صلة
- فلورنس نايتينجيل
- اللجنة الدولية للصليب الأحمر
- علاقة الممرض والمريض